# Discriminazione verso i supereroi
La discriminazione verso i supereroi è un tema comune e un elemento di trama nei fumetti e nella narrativa supereroistica, solitamente utilizzata come modo per esplorare la questione dei supereroi che operano nella società o come commento su altre questioni sociali. Spesso in risposta a ciò vi sono gli "Atti di registrazione", normative fittizie che sono state focali punti di trama utilizzati in vari fumetti e media che impongono la regolamentazione dell'attività di vigilante extralegale rispetto all'attività criminale o la registrazione obbligatoria di individui con superpoteri.

## Universo Marvel

### Marvel Comics

#### Marvel Cinematic Universe
In Captain America: Civil War (2016), che è vagamente basato sulla trama dei fumetti del 2006–2007 Civil War, il parere dell'opinione pubblica sui Vendicatori e su tutti gli altri supermani peggiora in seguito agli eventi di The Avengers, Captain America: The Winter Soldier, e Avengers: Age of Ultron, che causano grandi distruzioni e vittime rispettivamente a New York, Washington e Sokovia. L'epidemia di Inumani in Agents of S.H.I.E.L.D. aggrava ancor di più la situazione. Dopo una catastrofe a Lagos che ha visto Wanda Maximoff usare i suoi poteri per cercare di deviare un'esplosione da Brock Rumlow e causare inavvertitamente la distruzione accidentale di un edificio e la morte di diversi operatori umanitari (molti dei quali del Wakanda), le Nazioni Unite cercano di far passare un insieme di documenti legali ratificati a livello internazionale che forniscono la regolamentazione del dispiegamento militare/delle forze dell'ordine di individui potenziati, in particolare degli Avengers, chiamati Accordi di Sokovia (il cui titolo completo del documento è Sokovia Accords: Framework for the Registration and Deployment of Enhanced Individuals). Gli Accordi dividono gli Avengers, portando Steve Rogers ad entrare in conflitto con Tony Stark, il quale credeva che gli Avengers dovessero assurmersi le responsabilità delle loro azioni, specialmente dopo la creazione di Ultron e la distruzione di Sokovia, mentre Rogers sosteneva che gli Accordi restringessero la libertà di azione degli Avengers e per questo vi si opponeva.
Nella puntata Abiti e costumi di She-Hulk: Attorney at Law (2022) viene rivelato da Matt Murdock che gli accordi di Sokovia sono stati abrogati.